# Melitaea turkmanica
Melitaea turkmanica är en fjärilsart som beskrevs av Higgins 1940. Melitaea turkmanica ingår i släktet Melitaea och familjen praktfjärilar. Inga underarter finns listade i Catalogue of Life.